# Ле Конг Винь
Ле Конг Винь (вьет. Lê Công Vinh, тьы-ном 黎公榮); 10 декабря 1985, Нгеан) — вьетнамский футболист, нападающий. Лучший бомбардир в истории национальной сборной Вьетнама. Считается одним из наиболее талантливых футболистов Юго-Восточной Азии.

## Карьера

### Клубная
Воспитанник клуба «Сонглам Нгеан». В 2004 году, уже в свой первый полный сезон за взрослую команду, 18-летний юниор продемонстрировал столь яркую игру, что получил «Золотой мяч» — награду, присуждаемую лучшему футболисту Вьетнама. В 2006 и 2007 годах приз вновь достался Виню. Зимой 2008 года многие вьетнамские клубы заинтересовались результативным форвардом. Руководство «Сонглам Нгеан» было вынуждено заявить, что не продаст своего лидера дешевле, чем за 1 млн долларов — невиданную для вьетнамского футбола сумму. Винь остался в своём родном клубе. Однако через год его контракт истёк, и Винь в качестве свободного агента перебрался в столичный «T&T». Забив в сезоне 2009 14 мячей и став лучшим бомбардиром чемпионата среди местных игроков, Винь в очередной раз подтвердил свою репутацию лучшего футболиста страны.
В августе 2009 года при посредничестве тренера национальной сборной Вьетнама Энрике Калишту Винь отправился в Европу, в клуб высшей португальской лиги «Лейшойнш». 4 октября 2009 года он дебютировал за «Лейшойнш» в матче против «Униан Лейрия», отыграв все 90 минут. А 18 октября, во втором своём матче за португальский клуб, забил первый гол в Европе. Случилось это на 44-й минуте кубковой встречи с «Каза Пия».
В 2010 году Винь вернулся в «T&T», однако вскоре получил травму и пропустил большую часть сезона, ставшего для его клуба победным. В 2011 году вместе с командой завоевал серебряные медали чемпионата. По окончании сезона подписал контракт с другим столичным клубом — ФК «Ханой». В конце 2012 года «Ханой» был расформирован, и Винь вернулся в родной клуб. Весь сезон 2013 «Сонглам Нгеан» боролся за победу в чемпионате, однако финишировал в итоге лишь четвёртым. Тем не менее Винь с 14 голами вошёл в тройку лучших бомбардиров. Вторую половину 2013 года Винь на правах аренды провёл в клубе второй японской лиги «Консадоле Саппоро».

### В сборной
С 15 лет выступал за сборные команды Вьетнама различных возрастов (юношескую, молодёжную, олимпийскую). В 2004 году дебютировал в составе национальной сборной. В 2007 году участвовал в первом для Вьетнама Кубке Азии. Провёл на турнире 4 матча и отличился голом в ворота сборной ОАЭ. Вьетнам смог пробиться в восьмёрку лучших команд континента, уступив в четвертьфинале будущим чемпионам — сборной Ирака. В декабре 2008 года ведомый Винем Вьетнам стал победителем чемпионата АСЕАН. В июне 2011 года после полуторагодичного перерыва вернулся в состав сборной. В двух матчах стартового раунда отборочного турнира ЧМ-2014 со сборной Макао забил 7 мячей, что позволило Виню опередить по количеству голов за сборную Ле Хюинь Дыка.

## Достижения

### Командные
- Чемпион АСЕАН: 2008
- Вице-чемпион Вьетнама: 2011

### Личные
- Лучший футболист Вьетнама: 2004, 2006, 2007